# Pharilapcha
Le Pharilapcha (également Phari Lapcha) est une montagne de l'Himalaya située dans la partie ouest du massif montagneux de Mahalangur Himal, dans la région de Khumbu au Nord-Est du Népal.
La montagne est située entre les villages de Machermo et de Gokyo, à l'ouest de la vallée de la rivière Dudhkoshi. Son altitude est de 6 017 m (selon d'autres sources 6 073 m) et sa proéminence de 477 m. Le Pharilapcha possède une cime secondaire orientale s'élevant à 5 977 m d'altitude.
À 2,43 km au sud-sud-ouest s'élève le Kyajo Ri, légèrement plus élevé (6 186 m). Le sommet du trekking peak Gokyo Ri est situé à 3,57 km au nord du Pharilapcha. Depuis 2002, le Pharilapcha est classé trekking peak de la catégorie A.
Le sommet a été atteint pour la première fois le 19 mai 2003 par les Brésiliens Marcelo Rey Belo et Juliana N. Bechara Belo et plusieurs Sherpas. Leur voie d'ascension passait sur la crête nord-ouest.